# Ashina
Ashina (cinese 阿史那); cinese moderno (Pinyin): āshǐnà, (Wade-Giles): a-shih-na, cinese medio: (Guangyun), Asen, Asena, ecc.) è stata una tribù e un clan dominante delle antiche popolazioni turche che si mise in luce a metà del VI secolo, allorché il suo leader, Bumin Khan, si rivoltò contro i Rouran.

Delle due principali branche della famiglia, una discendeva da Bumin e l'altra da suo fratello Istemi. I due governarono insieme, rispettivamente sulle regioni orientali e occidentali dell'Impero dei Göktürk. Il clan Ashina era considerato come prescelto dal dio celeste Tengri e il Signore (Khagan) era l'impersonificazione del favore del dio del Cielo nei confronti dei Turchi. Essi, come molti dei loro sudditi, credevano in Tengri. Veneravano i loro antenati con cerimonie annuali che portavano alla caverna ancestrale da cui essi credevano fosse scaturito il clan Ashina. Sebbene la suprema divinità dei Turchi fosse Tengri, il dio celeste, fu il culto del lupo a essere politicamente di gran lunga più importante. Gli Ashina erano una dinastia lungimirante e chiamarono la realtà statuale che avevano stabilito come Kök-Türk. Il lupo simbolizzava l'onore ed era anche considerato come la madre della maggior parte delle popolazioni turche. Asena (Ashina Tuwu) era il lupo-madre di Bumin, il primo Khan dei Göktürk.

## Nome
La recente ri-lettura dell'iscrizione di Bugut, la più antica iscrizione della dinastia degli Ashina, scritta in sogdiano, da un team giapponese di filologi, ha dimostrato che il nome, noto soltanto attraverso la trascrizione cinese di Ashina, era invece Ashinas. È infatti noto in fonti arabe tarde sotto questa forma.

## Etimologia
Findley afferma che la parola "Ashina" probabilmente deriva da una delle lingue scitiche dell'Asia centrale e ricorda che la parola "blu" (gök in lingua turca), il colore cioè che identifica l'Est, darebbe origine al sostantivo Göktürk - un altro nome per indicare l'Impero turco - fornendo come esito il significato di "Turchi dell'est". Ciò è avvalorato dal ricercatore ungherese András Róna-Tas, che trova plausibile "che abbiamo a che fare con una famiglia reale e con un clan di origine Saka".
Lo scomparso Dr. Zhu Xueyuan fa derivare il nome dalla correlata parola mancese Aisin e dalla prima tribù Wusun (Asin o Osin), secondo un'antica pronuncia del cinese arcaico: un gruppo di persone cioè che egli afferma con convinzione appartenere ai Tungusi. Zhu asseriva che la tribù Joqu di Xiongnu era con ogni evidenza legata ai Juji (antica pronuncia dei Jurchen) e che gli Yuezhi derivavano da un'altra tribù tungusa, chiamata Wuzhe, che potrebbe in ultima analisi risalire alle origini dei Sushen.

## Origini e leggende
Secondo il Nuovo libro dei Tang, gli Ashina erano collegati alle tribù settentrionali dello Xiongnu, in particolare erano una delle tribù dei Tiele per ascendenza ancestrale. In tal modo, già nel VII secolo, quattro teorie riguardanti le loro origini mitiche erano registrate nel Libro di Zhou, nel Libro dei Sui e nello Youyang Zazu: